# Milk of Paradise/I've Drunk in My Dream
Milk of Paradise/I've Drunk in My Dream è il 4° singolo della cantautrice Junie Russo, pubblicato, nel 1975, per la casa discografica BASF.
È il primo 45 giri sotto lo pseudonimo di Junie Russo, che segna l'inizio del periodo artistico anglosassone.
Il 45 giri, viene pubblicato come anteprima, per la promozione dell'album Love Is a Woman, commercializzato nello stesso anno.

## Milk of Paradise
Milk of Paradise è la canzone pubblicata sul lato a del singolo.
Il brano, venne, inoltre, inserito all'interno della raccolta definitiva, postuma, The Complete Giuni, pubblicata nel 2007.
Il testo fu scritto da Donata Giachini, mentre la musica da Junie Russo.

## I've Drunk in My Dream
I've Drunk in My Dream è la canzone pubblicata come lato b del singolo.
Il testo fu scritto da Donata Giachini, mentre la musica da Junie Russo.

## Tracce
Lato A
1. Milk of Paradise – 3:34 (Donata Giachini - Junie Russo)

Lato B
1. I've Drunk in My Dream – 2:56 (Donata Giachini - Junie Russo)